# Emilio de la Cerda
Emilio Pablo de la Cerda Errázuriz (Santiago, 4 de mayo de 1978) es un arquitecto y político chileno. Entre el 11 de marzo de 2018 y el 11 de marzo de 2022, se desempeñó como subsecretario del Patrimonio Cultural bajo el segundo gobierno de Sebastián Piñera.

## Familia y estudios
Es hijo de Emilio Gerardo de la Cerda Larenas y María Soledad Errázuriz Barros. Realizó sus estudios superiores en la carrera de arquitectura en la Pontificia Universidad Católica, de la cual egresó en 2006. Está casado.

## Trayectoria profesional y política
Ha sido desde 2007 profesor del taller de inicio en la Pontificia Universidad Católica. Formó en 2006 junto a Álvaro Benítez y Tomás Folch, la oficina OWAR Arquitectos, con la que ha obtenido importantes reconocimientos, entre ellos el Premio Bienal de Arquitectura de Santiago 2008, el primer lugar en el Concurso Binacional para el Monumento a la Integración Chileno-Argentina en Monte Aymond (2009) y el primer lugar Monumento Parque Alemania en La Serena (2009).
El 4 de abril de 2011 participó en representación de Chile en la Bienal de Arquitectura Latinoamericana (BAL), realizada en Pamplona, España. Durante el primer gobierno de Sebastián Piñera, entre abril de 2011 y marzo de 2014 fue secretario ejecutivo del Consejo de Monumentos Nacionales (CMN).
Paralelamente, en 2014 fue director de la Escuela de Arquitectura de la PUC.
El 11 de marzo de 2018 en el marco del segundo gobierno del presidente Sebastián Piñera, fue designado como subsecretario del Patrimonio Cultural, siendo el primer en el cargo del recién creado Ministerio de las Culturas, las Artes y el Patrimonio. Además, coordinó el nuevo Servicio Nacional del Patrimonio Cultural, creado también en 2018.
Tras finalizar su periodo como subsecretario en marzo de 2022, se reintegró a la Pontificia Universidad Católica, como profesor y a Casa Central en temas de patrimonio cultural para dicha institución.